# Kip Chapman
Kip Chapman (* 1980) ist ein neuseeländischer Schauspieler, Theaterproduzent, Theaterregisseur und Drehbuchautor.

## Leben
Chapman wuchs in Christchurch auf. Von 2000 bis 2002 machte er seinen BPSA an der School of Performing and Screen Arts. Chapman ist homosexuell und seit 2016 mit dem neuseeländischen Schauspieler Todd Emerson verheiratet. Das Paar lebt in Warkworth.
2003 gab er im Fernsehfilm Deep Down – Kein Entkommen sein Filmschauspieldebüt. Nach Episodenrollen und Besetzungen in Kurzfilmproduktionen verkörperte er 2007 in sieben Episoden der Fernsehserie The Hothouse die Rolle des Levi. Ab 2013 bis einschließlich 2017 stellte er die Rolle des Luke in der Fernsehserie Top of the Lake dar. Wiederkehrende Rollen erhielt er in den nächsten Jahren unter anderen in den Serienproduktionen Hope and Wire, The Making of the Mob oder Brokenwood – Mord in Neuseeland. 2019 spielte Chapman in vier Episoden der Fernsehserie Westside die Rolle des Will. Im Folgejahr stellte er in zwei Episoden der Miniserie Inside die Rolle des Tom dar. Zwischen 2022 und 2023 war er für 13 Episoden der Fernsehserie Shortland Street als Drehbuchautor verantwortlich. 2022 war er in einer Episode der Fernsehserie Der Herr der Ringe: Die Ringe der Macht als Elb Rían zu sehen.
Daneben tritt er in verschiedenen Theaterstücken als Schauspieler, Autor, Regisseur und Produzent in Erscheinung.

## Filmografie (Auswahl)

### Schauspiel
- 2003: Deep Down – Kein Entkommen (Cave In, Fernsehfilm)
- 2004: Shortland Street (Fernsehserie)
- 2004: Serial Killers (Fernsehserie, Episode 1x07)
- 2005: Nothing Special (Kurzfilm)
- 2005: Interrogation (Fernsehserie, Episode 1x07)
- 2007: The Hothouse (Fernsehserie, 7 Episoden)
- 2008: The Graffiti of Mr. Tupaia (Kurzfilm)
- 2008: Aftershock (Fernsehfilm)
- 2009: The Cult (Fernsehserie, 9 Episoden)
- 2010: Rusting Falling (Kurzfilm)
- 2013–2017: Top of the Lake (Fernsehserie, 7 Episoden)
- 2014: Hope and Wire (Miniserie, 3 Episoden)
- 2016: The Making of the Mob (Fernsehserie, 6 Episoden)
- 2016: Hillary (Fernsehserie, Episode 1x05)
- 2016; 2022: Brokenwood – Mord in Neuseeland (The Brokenwood Mysteries, Fernsehserie, 2 Episoden)
- 2017: 6 Days
- 2019: Bellbird
- 2019: Westside (Fernsehserie, 4 Episoden)
- 2020: Inside (Miniserie, 2 Episoden)
- 2022: Der Herr der Ringe: Die Ringe der Macht (The Lord of the Rings: The Rings of Power, Fernsehserie, Episode 1x01)

### Drehbuch
- 2022–2023: Shortland Street (Fernsehserie, 13 Episoden)